# جایرو
جایرو (یونانی: γύρος) (‎/ˈdʒaɪroʊ/‎، ‎/ˈdʒɪəroʊ/‎، یا ‎/ˈʒɪər-/‎; یونانی: γύρος، جیروس [ˈʝiros]، لفظاً به معنای دُوْر) یک غذای یونانی پخته شده از گوشت بریان شده بر یک سیخ عمودی است و معمولاً به همراه نان پیتا و گوجه فرنگی، پیاز، و سس تزاتزیکی سرو می‌شود.

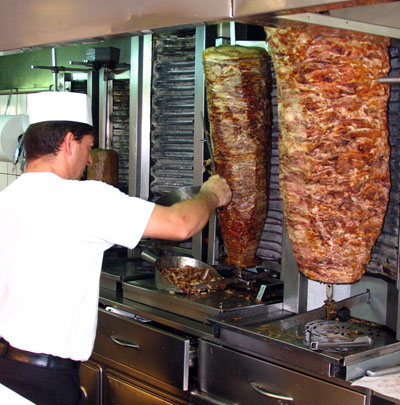
خوراک پزی دارای جایروخوک یونانی

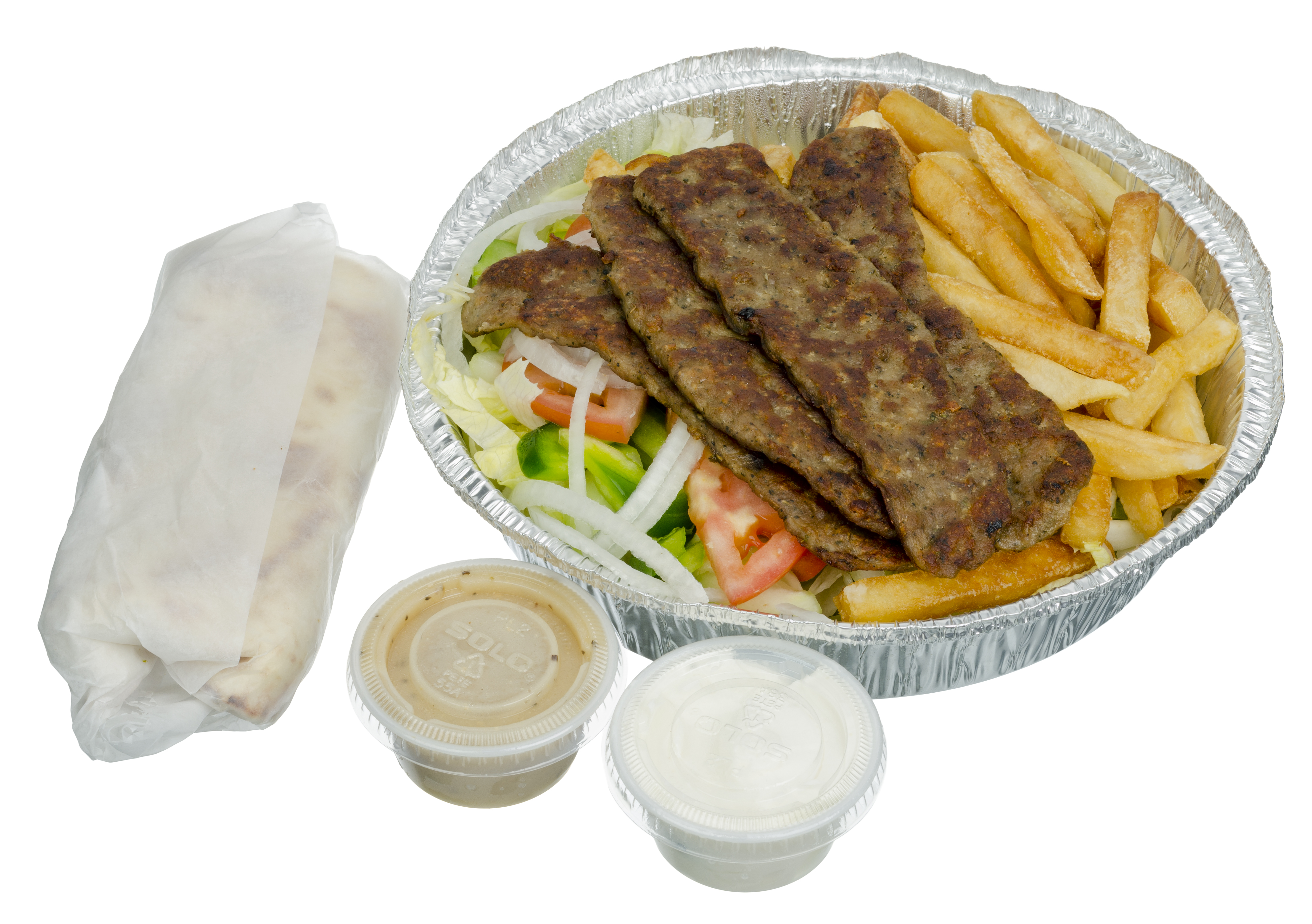
یک ظرف غذای جایروبرای بردن در نیویورک سیتی